# Bageri

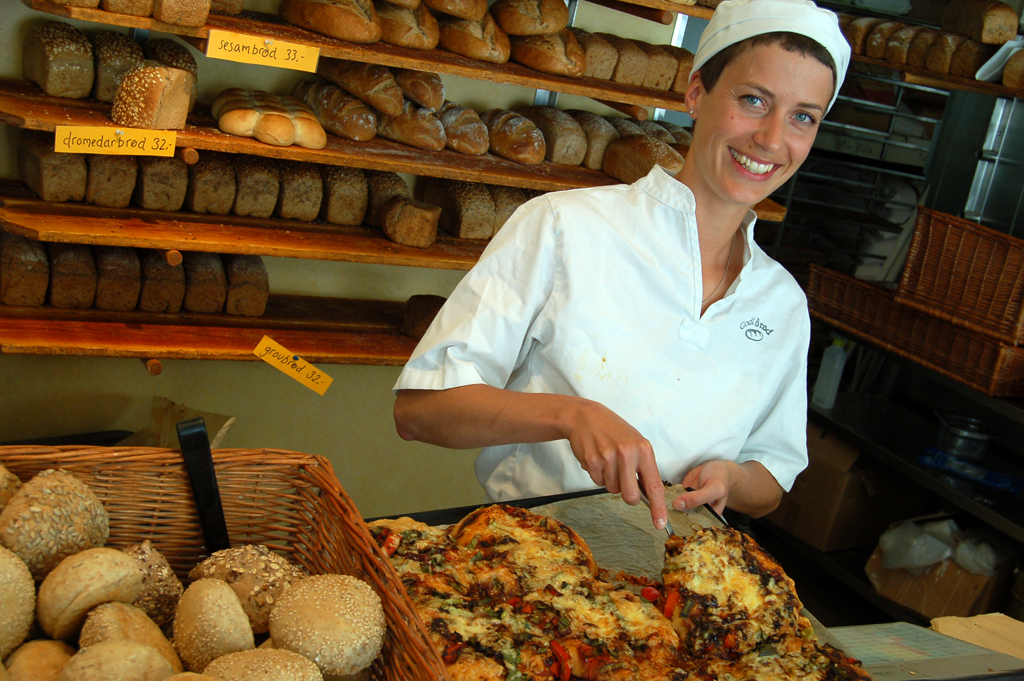
Ett bageri i Oslo.

Bageri är ett företag som bakar och säljer bröd, bullar och liknande.